# Hermetia virescens
Hermetia virescens är en tvåvingeart som först beskrevs av Günther Enderlein 1914.  Hermetia virescens ingår i släktet Hermetia och familjen vapenflugor. Inga underarter finns listade i Catalogue of Life.